# Good Life / Just Say So
Singles de Suite Chic
Uh Uh,,,,,, / Baby Be Mine
(2003)
Good Life / Just Say So (écrit :  GOOD LIFE / Just Say So) est le premier single du projet collaboratif temporaire Suite Chic, avec Namie Amuro au chant et divers artistes de la scène hip-hop / RnB japonaise.
Le single sort le 18 décembre 2002 au Japon sur le label Avex Trax. Il atteint la 35e place du classement de l'Oricon, et reste classé pendant 11 semaines, pour un total de 30 000 exemplaires vendus durant cette période. Les deux chansons du single figureront sur l'album When Pop Hits the Fan qui sort deux mois plus tard en février 2003, puis seront remixées sur l'album When Pop Hits the Lab qui sort en mars suivant. Chacune des deux chansons, accompagnée de sa version instrumentale et de sa version remixée, sortira également indépendamment en single au format disque vinyle en édition limitée le 12 mars 2003 sur le label Rhythm Republic, sous les titres Good Life feat. Firstklas et Just Say So feat. Verbal. 
La chanson Just Say So a été utilisée comme thème musical pour une publicité pour la marque Kyocera "A1013K".

## Liste des titres
| 1. | GOOD LIFE feat.FIRSTKLAS        |  |
| 2. | Just Say So feat.VERBAL (m-flo) |  |
| 3. | GOOD LIFE (Instrumental)        |  |
| 4. | Just Say So (Instrumental)      |  |

Vinyle Good Life feat. Firstklas
| 1. | GOOD LIFE feat.FIRSTKLAS |  |
| 2. | GOOD LIFE (Instrumental) |  |

| 1. | GOOD LIFE (DJ KAORI Remix) |  |

Vinyle Just Say So
| 1. | Just Say So feat. Verbal   |  |
| 2. | Just Say So (Instrumental) |  |

| 1. | Just Say So (Groove That Soul Mix) |  |